# Chrysobothris sylvania
Chrysobothris sylvania es una especie de escarabajo del género Chrysobothris, familia Buprestidae. Fue descrita científicamente por Fall en 1910.